# Введенский, Владимир Леонидович
Владимир Леонидович Введенский (19 декабря 1956, Берёзово, ХМАО, Тюменская область — 27 ноября 2016) — советский биатлонист и тренер по биатлону, трёхкратный чемпион СССР в эстафете (1978, 1980) и гонке патрулей. Мастер спорта СССР международного класса по биатлону (1978), мастер спорта СССР по лыжным гонкам, Заслуженный тренер России (1995).

## Биография
В молодости занимался лыжными гонками, тренировался у Н. Г. Ульянова и Г. А. Петрова. Позднее перешёл в биатлон, выступал за спортивное общество «Динамо» и город Тюмень, тренировался у Николая Фёдоровича Захарова.
В 1978 году в составе третьей сборной РСФСР стал золотым медалистом Спартакиады народов СССР 1978 года в эстафете, в том сезоне Спартакиада была приравнена к чемпионату СССР. В 1980 году во второй раз в карьере стал чемпионом СССР в эстафете, на этот раз в составе команды центрального совета «Динамо». В 1981 году (по другим данным в 1979[уточнить]) в составе динамовцев стал чемпионом страны в гонке патрулей. В 1981 году в эстафете в составе команды «Динамо» завоевал бронзовые медали.
В 1986 году стал серебряным призёром VI зимней Спартакиады народов СССР в спринтерской гонке, уступив Александру Попову, в этом сезоне Спартакиада не шла в зачёт чемпионата СССР.
В сборную СССР призывался с 1977 года. Ездил на чемпионат мира 1977 года в Норвегии в качестве запасного, также участвовал в предолимпийской неделе в Лейк-Плэсиде (1979). Успешно выступал на международных соревнованиях в Чехословакии и Польше. Становился призёром этапов Кубка мира в эстафетах (Мурманск-1978 и Антерсельва-1979), в личных видах был пятым в спринте на этапе в Мурманске-1978. Абсолютный победитель международных соревнований «Праздник Севера» в Мурманске (1980).
Стал одним из двух первых мастеров спорта международного класса по биатлону, представляющих Тюменскую область, наряду с Тагиром Хасановым, награждён этим званием за успешное выступление в эстафете на международных динамовских соревнованиях в Польше в 1978 году.
После окончания спортивной карьеры стал тренером. Среди его воспитанников — мастера спорта Сергей Вотинов, Александр Дутов, Дмитрий Колесов.
Окончил Тюменский индустриальный институт.